# 스코틀랜드 철학
스코틀랜드 철학(Scottish philosophy)은 스코틀랜드 대학에 속한 철학자들이 창안한 철학적 전통이다. 프랜시스 허치슨(Francis Hutcheson), 데이비드 흄(David Hume), 토머스 리드(Thomas Reid), 애덤 스미스(Adam Smith)와 같은 많은 철학자들은 거의 모든 철학자들에게 친숙하지만, '스코틀랜드 철학'이라는 개념이 국제적으로 인정받고 높은 평가를 받은 것은 19세기가 되어서였다. 그러나 20세기에 스코틀랜드에서 교육받은 철학자들이 영국으로 떠나면서 이러한 전통은 쇠퇴했다.

## 같이 보기
- 스코틀랜드 상식 학파